# 1436

## Události
- Papež Evžen IV. vysvětil florentskou katedrálu Santa Maria del Fiore.
- Uznána kompaktáta v Jihlavě.
- Paříž, do té doby v rukou Armagnaků a Angličanů, dobyta francouzským králem Karlem VII.
- První zmínka o pěstování pohanky v Evropě.
- První zmínka o Půtovi ze Sovince a Doubravice.

### Probíhající události
- 1431–1445 – Basilejsko-ferrarsko-florentský koncil
- 1436–1449 – Lučchuan-pchingmienské války

## Narození
- 23. ledna – Jindřich Beaufort, 3. vévoda ze Somersetu, anglický šlechtic, lancasterský velitel ve válce Válkach růží († 1464)
- 5. května – Matteo Civitali, italský sochař, architekt a malíř († 1501)
- 6. června – Regiomontanus, německý astronom a matematik, astrolog a překladatel († 1476)
- Alžběta Habsburská, polská královna jako manželka Kazimíra IV. († 1505)
- Vilém II. z Pernštejna, český šlechtic a politik († 1521)

## Úmrtí
- ? – Mistr Francke, německý malíř (* kolem 1380)

## Hlavy států
- České království – Zikmund Lucemburský
- Svatá říše římská – Zikmund Lucemburský
- Papež – Evžen IV.
- Anglické království – Jindřich VI.
- Francouzské království – Karel VII. Vítězný
- Polské království – Vladislav III. Varnenčik
- Uherské království – Zikmund Lucemburský
- Byzantská říše – Jan VIII. Palaiologos